# 刺苞老鼠簕
刺苞老鼠簕（学名：Acanthus leucostachyus）为爵床科老鼠簕属的植物。分布在中南半岛、印度以及中国大陆的云南等地，生长于海拔550米至1,150米的地区，多生长于密林中及潮湿处，目前尚未由人工引种栽培。

## 别名
白穗虾蟆花（云南植物名录）